# اینژی انرژی
اینژی انرژی (انگلیسی: Engie Energy) شرکت برق بریتانیایی است، که در سال ۲۰۰۰ تأسیس شد.